# USS Omaha (LCS-12)
USS Omaha (LCS-12) — шостий корабель типу «Індепенденс» і дванадцятий класу Бойових кораблів прибережної зони (LCS-1), який знаходиться в складі ВМС США. Він є четвертим кораблем, який отримав назву на честь Омахи, найбільшого міста штату Небраска. 

## Будівництво
USS «Omaha» (LCS-12) збудовано на верфі компанії Austal USA в Мобілі, штат Алабама, відповідно до контракту від 17 березня 2011 року. Закладка кіля відбулася 18 лютого 2015 року. 29 червня завершено складання корпусу. 19 листопада був виведений з елінгу, а 20 листопада спущений на воду. 19 грудня відбулася церемонія хрещення. спонсором корабля стала Сьюзен Баффет, філантроп міста Омаха і дочка мільярдера Воррена Баффета, голови та виконавчого директора Berkshire Hathaway Inc. 12 травня 2017 завершив проходження дводенних приймальних випробувань. Базуватиметься в Сан-Дієго, штат Каліфорнія. 7 вересня повернувся на корабельню після завершення одноденних випробувань біля узбережжя Мобіл.
15 вересня на корабельні в Мобіл відбулася церемонія передачі корабля військово-морським силам США.
20 листопада покинув Мобіл і попрямував в порт приписки Сан-Дієго, де 3 лютого має відбутися церемонія введення в експлуатацію. 3 січня 2018 прибув на військову базу Гуантанамо, Куба, яку покинув 6 січня. 9 січня транзитом пройшов Панамський канал.
19 січня 2018 вперше прибув в порт приписки Сан-Дієго.
3 лютого 2018 року в Сан-Дієго відбулася церемонія введення в експлуатацію.

## Історія служби
На початку травня 2022 року стало відомо, що через виявлені тріщини в корпусі корабля було обмежено його застосування. Протягом попередніх кількох років у майже половини з 13 кораблів цього типу були виявлені подібні дефекти.